# Wiesenthau
Wiesenthau è un comune tedesco di 1 706 abitanti, situato nel land della Baviera.